# Biomikroskop
Biomikroskop je stereomikroskop s procjepnom svjetiljkom koja stvara "optičke rezove" prozirnih dijelova oka. Tako je moguće promatrati rožnicu, prednju komoricu, leću i staklovinu kao da se radi o histološkim rezovima. Osim toga, biomikroskopom se promatraju i drugi dijelovi oka: vjeđe, spojnica, bjeloočnica i šarenica. Ima promjenjivo povećanje od 5 do 25 puta.
Biomikroskop je temeljni i nezamjenjiv instrument u mnogim dijagnostičkim i terapijskim zahvatima, kao što su fluoresceinska proba, odstranjivanje stranog tijela s prednjeg segmenta oka, vađenje šavi, laseriranje. 
Na biomikroskop se mogu priključiti različiti dodaci:
- Okular za suradnika. Omogućava promatraču da vidi isto što i ispitivač.
- Aplanacijski tonometar. Omogućava mjerenje i neposredno očitavanje vrijednosti intraokularnog tlaka.
- Pahimetar. Mjeri debljinu rožnice.
- Laser. Laserska zraka se usmjerava u oko pomoću procjepne svjetiljke.
- Fotoaparat. Njime se može snimati prednji segment, očna pozadina i fluoresceinska angiografija.

Uz mikroskop se mogu koristiti razne kontaktne i nekontaktne leće. Na primjer, trozrcalna kontaktna leća služi za pregled središnje mrežnice, periferne mrežnice i komornog kuta (gonioskopija). 
Za vrijeme pregleda ispitanik sjedi na stolici ispred biomikroskopa, a bradu i čelo prisloni u posebna ležišta kako bi mu glava za vrijeme pregleda bila fiksirana. 